# Route nationale 472
Pour les articles homonymes, voir Route 472.
La route nationale 472 ou RN 472 était une route nationale française reliant Louhans à Cuiseaux.
Après les déclassements de 1972, elle est devenue RD 996 et RD 972. Le numéro fut attribué en suivant comme renumérotation de la N 372A, avant le déclassement de cette route en D 142 et D 376.

## De Louhans à Cuiseaux
- Louhans
- Le Miroir
- Cuiseaux